# Lunévillski mir
Lunévillski mir, podpisan v Lunévillu 9. februarja 1801 med Francijo in Svetim rimskim cesarstvom po porazih avstrijske vojske v bitkah pri Marengu (14. junij 1800) in Hohenlindenu (3. december 1800) je bil drugi v vrsti mirovnih sporazumov.
Z avstrijske strani ga je podpisal grof Cobentzel, s francoske strani pa Napoleonov starejši brat Joseph Bonaparte. S tem je prenehala obstajati druga koalicija, Velika Britanija pa je ostala sama v boju s Francijo vse do podpisa mirovnega sporazuma v Amiensu 25. marca 1802.
Sporazum je od Avstrije zahteval uveljavitev pogojev predhodnjega mirovnega sporazuma. Določene avstrijske posesti v Nemčiji je morala Avstrija zapustiti, cesar se je moral odpovedati vsem zahtevam po Svetem rimskem cesarstvu, francoski nadzor pa se je razširil na levi breg Rena. Z določitvijo spornih meja v Italiji je Veliko vojvodstvo Toskana pripadlo Franciji. Obe strani sta se dogovorili o spoštovanju neodvisnosti Batavijske, Cisalpinske, Helvetske in Ligurske republike.